# W-100
W-100 – niezrealizowany projekt radzieckiego śmigłowca szturmowego wytwórni Kamow.

## Historia
Projekt śmigłowca o bardzo awangardowej konstrukcji jak na czasy swojego powstania pochodzi z 1975 roku. Inżynierowie Kamowa zaprojektowali śmigłowiec przeznaczony do operowania z pokładów okrętów wojennych. Maszyna wyposażona była w dwa wirniki główne, umieszczone na końcach długiego płata umieszczonego nad kadłubem śmigłowca. Nad centropłatem znajdowały się dwie połączone ze sobą gondole, w których umieszczono dwa silniki. W celu ułatwienia hangarowania śmigłowca na pokładzie okrętu, składane były łopaty wirników głównych oraz cały płat obracany był o 90° i blokowany w pozycji wzdłuż kadłuba. Na końcu kadłuba umieszczono dużej średnicy śmigło pchające. Podobne rozwiązanie zastosowano w amerykańskim śmigłowcu Lockheed AH-56 Cheyenne. Dzięki zastosowaniu dwóch, ułożonych równolegle po obu stronach kadłuba wirników, radziecki śmigłowiec nie potrzebował dodatkowego klasycznego śmigła kompensującego moment obrotowy kadłuba, w które musiał być dodatkowo wyposażony AH-56. Na końcu kadłuba umieszczono podwójne usterzenie. Pod płatem znajdować się miało sześć węzłów do podwieszania uzbrojenia. Dodatkowe punkty zaczepu umieszczono pod kadłubem. Po bokach kadłuba, w sponsonach umieszczono działka. Zastosowane w projekcie rozwiązania techniczne, w przypadku budowy śmigłowca, pozwoliły by mu latać z prędkością przekraczającą 400 km/h.